# Straż Ludowa
Straż Ludowa – formacja ochotnicza zorganizowana w Wielkopolsce jesienią 1918 dla ochrony ludności polskiej przed  atakami ze strony niemieckiej. Utworzenie Straży Ludowej miało znaczący wpływ na przebieg powstania wielkopolskiego.

## Historia
Pierwsze oddziały Straży, początkowo nazywanej Obywatelską, zaczęto tworzyć jeszcze w październiku 1918. W dniu 17 października 1918 roku odbyło się w Poznaniu tajne spotkanie „mężów zaufania” z Poznania, Gniezna, Inowrocławia, Kościana, Obornik i Szamotuł. Wówczas powołano do życia konspiracyjną dziewięcioosobową Komendę Tymczasową Straży Obywatelskiej, na której czele stanął Julian Bolesław Lange, działacz Towarzystwa Gimnastycznego „Sokół”. Komenda ujawniła swoje istnienie, razem z ujawnionym Komitetem Obywatelskim w dniu 10 listopada. Początkowo Straż funkcjonowała tylko w Poznaniu. Z czasem, na skutek apelów Komisariatu Naczelnej Rady Ludowej, zaczęto tworzyć Straże także w innych miejscowościach. Około 20. listopada pojawia się określenie Straży Ludowej. 
Nie tworzyła zwartej, jednolitej formacji dla całej prowincji, a raczej lokalne struktury zapewniające bezpieczeństwo i porządek publiczny na terenie swego działania. Zwłaszcza tam, gdzie pruscy żandarmi porzucali swoje posterunki. Rezolucję w sprawie tworzenia oddziałów Straży Ludowej w każdej miejscowości podjął obradujący w Poznaniu w dniach 3-5 grudnia Polski Sejm Dzielnicowy. W jej wykonaniu kilka dni później ukazały się "Wytyczne dla Straży ludowych" autorstwa Wydziału Bezpieczeństwa Publicznego NRL. Określały one podstawowe zadanie Straży jako utrzymanie ładu, porządku i bezpieczeństwa publicznego. W jej szeregi mieli wstępować ochotnicy w wieku 18-50 lat, rekrutujący się spośród starszych wiekiem żołnierzy, członkowie towarzystw sokolich, bractw strzeleckich i skauci. Członków Straży obowiązywał rygor wojskowy. Nadzór nad jej działalnością spoczywał na powiatowych radach ludowych. Zasady te zostały powtórzone w rozporządzeniu Komisariatu NRL wydaneym 6 lutego 1919 roku. W tym czasie jednak Straż Ludowa straciła już charakter formacji policyjnej, stając się formacja wojskową podległą Dowództwu Głównemu Wojsk Polskich w Wielkopolsce. Z dniem 30 maja 1919 roku dekretem Komisariatu NRL została przekształcona w Obronę Krajową, paramilitarną organizację przygotowującą niepoborowych i zwolnionych ze służby do walki czynnej oraz krzewiącą nastroje patriotyczne.